# Sergio García (golfista)
Sergio García Fernández (nascido em 9 de janeiro de 1980) é um golfista profissional espanhol que joga no PGA Tour e no European Tour.

## Carreira
Sergio se tornou profissional em 1999. Ele representou a Espanha no jogo por tacadas individual masculino nos Jogos Olímpicos de Verão de 2016, no Rio de Janeiro, Brasil.
No dia 9 de abril de 2017 conquistou seu primeiro Major desde que se tornou profissional, o Masters de Golf de Augusta, realizado no Augusta National Golf Club, Geórgia, Estados Unidos. Na volta final ele e Justin Rose foram juntos a última dupla a entrar no campo, empatados como líderes do torneio. Houve várias trocas de posições no decorrer do jogo até chegarem no buraco 18 ainda empatados. O playoff de desempate, realizado no mesmo buraco, deu vantagem desde a segunda tacada para o espanhol que não deixou a oportunidade passar, conseguindo fazer um birdie para assegurar o título.
Após a conquista Sergio Garcia entrou para o grupo dos grandes campeões de Majors e deixou para trás a imagem de ser um grande golfista que não chegara a tal feito,[carece de fontes?] sendo o terceiro espanhol a ganhar o Masters de Golf. Esse título foi o seu décimo troféu como profissional no PGA Tour, sendo o espanhol com mais conquistas.

## Títulos

### Torneios Major´s (1)
| Ano  | Campeonato       | Resultados           | Margem  | Vice-campeão |
| ---- | ---------------- | -------------------- | ------- | ------------ |
| 2017 | Masters de Golfe | −9 (71-69-70-69=279) | Playoff | Justin Rose  |